# Янкович, Марцель
Марцель Янкович (венг. Jankovics Marcell; 21 октября 1941, Будапешт, Венгрия — 29 мая 2021, там же) — венгерский кинорежиссёр-мультипликатор, сценарист, монтажёр, художник-график, книжный иллюстратор и историк культуры. Лауреат премий Кошута и Белы Балаша.

## Биография
Родился в семье Марцеля Янковича (1906—1970) и Маргит Барты (1906—1981?). Его дед Марцель Янкович (1874—1949) был известным политиком. Отец пострадал во время репрессий режима Ракоши, семья также была выслана на два года, пока не смогла вернуться в 1953 году. Марцель с 1955 года посещал бенедиктинскую среднюю школу в Паннонхалме.
В 1959 года был ассистентом, а с 1960 года долго работал на киностудии «Паннония» (Pannónia Filmvállalat, сегодня Pannóniafilm Kft.), где начинал как сценограф. В качестве режиссёра смог попробовать себя в 1965 году и до 1968 года, вместе с Аттилой Даргаи и Йожефом Неппом занимался успешным мультсериалом «Густав». Также был одним из режиссёров ещё одного популярного сериала, комедийно-фантастической «Семейки Мезга».
В 1971—1972 начал преподавать анимацию. В 1973 году вышел его прорывной для венгерской мультипликации полнометражный мультфильм «Витязь Янош» на основе одноимённой эпичной поэмы (повести в стихах) Шандора Петёфи 1845 года. Его следующая работа «Сизиф» была номинирована на премию «Оскар» в 1974 году. В 1977 году его «Борьба» (или «Борцы») получила Золотую пальмовую ветвь за лучший короткометражный фильм на Каннском фестивале.
С 1981 года он также преподавал анимацию в Колледже прикладных искусств. Через два года был завершен сценарий анимационного фильма «Трагедия человека» на основе стихотворной философской драмы Имре Мадача 1861 года. Работа над анимацией этой почти трёхчасовой ленты — длиннейшей в истории западной анимации — заняла несколько десятилетий с 1988 по 2011 год.
В 1994 году он стал членом Венгерской академии искусств, а два года спустя был назначен управляющим директором Pannóniafilm Kft. В том же году он безуспешно подал заявку на должность президента телеканала Duna Televízió. С 1998 года он был президентом Венгерского культурного общества, с 1998 по 2000 год, а затем с 1 августа 2010 года по 15 октября 2011 года — председателем Комитета Национального фонда культуры.

## Избранная фильмография

### Режиссёр
- 1967 — / Tendenciar
- 1969 — Торжественное открытие моста / Hídavatás
- 1970 — / Mélyvíz
- 1970 — / Fablio le magicien (ТВ, 2 эпизода)
- 1971 — / The Satiric Eye
- 1971 — / Mással beszélnek
- 1973 — Сообщение из будущего — необыкновенные приключения семьи Мезга / Mézga család
- 1973 — Витязь Янош / János vitéz
- 1974 — Сизиф / Sisyphus
- 1976 — / Mézes-táncos
- 1977 — Борьба / Küzdök
- 1978 — Король Кацор / Kacor király
- 1981 — Сын белой лошади / Fehérlófia
- 1986 — / Istvánt Királlyá koronázzák
- 1986 — / Vértes
- 1986 — / Zogmund
- 1986 — / Korona és Kard
- 1986 — / Szent László utolsó gyözelme
- 1986 — / Mondák a magyar történelemböl (ТВ сериал)
- 1991 — 2008 — Венгерские народные сказки / Magyar népmesék
- 1992 — Прометей / Prometheus
- 2002 — Песнь о чудесной оленихе / Ének a csodaszarvasról
- 2011 — Трагедия человека / Az ember tragédiája

### Сценарист
- 1965 — 1979 — Густав / Gusztáv (сериал)
- 1967 — / Tendenciar
- 1969 — Торжественное открытие моста / Hídavatás
- 1970 — / Mélyvíz
- 1970 — / Fablio le magicien (ТВ, 2 эпизода)
- 1971 — / The Satiric Eye
- 1971 — / Mással beszélnek
- 1973 — Сообщение из будущего — необыкновенные приключения семьи Мезга / Mézga család
- 1973 — Витязь Янош / János vitéz
- 1974 — Сизиф / Sisyphus
- 1976 — / Mézes-táncos
- 1977 — Борьба / Küzdök
- 1978 — Король Кацор / Kacor király
- 1981 — Сын белой лошади / Fehérlófia
- 1986 — / Istvánt Királlyá koronázzák
- 1986 — / Vértes
- 1986 — / Zogmund
- 1986 — / Korona és Kard
- 1986 — / Szent László utolsó gyözelme
- 1986 — / Mondák a magyar történelemböl (ТВ сериал)
- 1991 — 2008 — Венгерские народные сказки / Magyar népmesék
- 2002 — Песнь о чудесной оленихе / Ének a csodaszarvasról
- 2011 — Трагедия человека / Az ember tragédiája

### Художник
- 1977 — Лудаш Матьи / Lúdas Matyi

### Монтажёр
- 1971 — / Mással beszélnek

## Награды
- 1974 — Премия имени Балажа
- 1976 — Премия Оскар («Сизиф»)
- 1977 — Премия Золотая пальмовая ветвь за лучший короткометражный фильм на 30-м Каннском кинофестивале («Борьба»)
- 1978 — Премия имени Кошута
- 2009 — Международная премия Леонардо да Винчи в области искусств
- 2013 — Премия «Наследие Венгрии»